# Nam Hyun-hee
Nam Hyun-Hee (29 de setembro de 1981) é uma esgrimista sul-coreana que conquistou uma medalha de bronze nos Jogos de Olímpicos de Londres de 2012, na competição de florete por equipes, com suas compatriotas Jeon Hee-Sook, Jung Gil-Ok e Oh Ha-Na.